# Béchar
Béchar (arabiska: بشار, tifinagh: , tidigare känd som Colomb-Béchar) är en stad i Algeriet, i västra delen av Sahara, i utkanten av Grand Erg Occidental, cirka 50 mil sydväst om Oran och nära gränsen mot Marocko. Staden är huvudort i provinsen med samma namn och hade cirka 165 000 invånare vid folkräkningen 2008.
Béchar är ett viktigt handelscentrum och en betydande transportknutpunkt. Järnvägen går till Oran, och staden har även en flygplats. Den är känd för sina läder- och smyckesarbeten. Vid Kenadsa, 25 km sydväst om staden, bryter man kol.